# Bsc gumenjaci
BSC Colzani plovila su suvremeni gumenjaci porijeklom iz Italije a proizvodi ih obiteljska tvrtka Colzani SAS sa sjedištem u Milanu. Proizvode se od 1982. godine.
BSC plovila se dijele u 4 linije:
 
- Ocean,

- Standard,

- Diving,

- Tender.

## Modeli BSC plovila:

### BSC Ocean linija
- BSC 100 Ocean

- BSC 85 Ocean

- BSC 80 Ocean

- BSC 73 Ocean
|                          | BSC 73 Ocean | BSC 80 Ocean | BSC 85 Ocean          | BSC 100 Ocean   |
| ------------------------ | ------------ | ------------ | --------------------- | --------------- |
| Dužina preko svega:      | 7,60 m       | 8,20 m       | 8,93 m                | 10,41 m         |
| Unutarnja dužina:        | 6,25 m       | 6,90 m       | 7,10 m                | 8,50 m          |
| Ukupna širina:           | 2,87 m       | 3,15 m       | 3,50 m - 2,50 m       | 3,50 m - 2,52 m |
| Unutarnja širina:        | 1,75 m       | 1,78 m       | 2,09 m                | 2,09 m          |
| Težina:                  | 930 kg       | 1290 kg      | 1750 kg               | 2450 kg         |
| Maksimalni broj osoba:   | 12           | 18           | 18                    | 10              |
| Najveći dopušteni motor: | 267 KS       | 300 KS       | 2 x 200 KS            | 2 x 300 KS      |
| Preporučeni motor:       | 200 KS       | 225 KS       | 1 x 300 KS 2 x 200 KS | 2 x 250 KS      |
| Dužina noge:             | XL           | XL           | XL                    | XL              |
| Broj zračnih komora:     | 5            | 5            | 6                     | 6               |
| Promjer tube:            | 58 cm        | 62 cm        | 68 cm                 | 68 cm           |
| CEE homologacija tube:   | kat. B       | kat. B       | kat. B                | kat. B          |

### BSC Standard linija
- BSC 75

- BSC 70

- BSC 65

- BSC 61

- BSC 57

- BSC 53

- BSC 50

- BSC 46

- BSC 43

### BSC Diving linija
- BSC 75 Diving

### BSC Tender linija
- BSC 71 Tender

- BSC 66 Tender

- BSC 51 Tender

- BSC 44 Tender

## Vanjske poveznice
- BSC Hrvatska  Arhivirana inačica izvorne stranice od 28. lipnja 2012. (Wayback Machine)
- BSC Italija